# Daisei Suzuki
Daisei Suzuki (鈴木 大誠 Suzuki Daisei?), född 28 maj 1996 i Nara prefektur, är en japansk fotbollsspelare.
Suzuki började sin karriär 2018 i Tokushima Vortis. 2020 flyttade han till FC Ryukyu.